# Cochylimorpha agenjoi
Cochylimorpha agenjoi es una especie de polilla del género Cochylimorpha, tribu Cochylini, familia Tortricidae. Fue descrita científicamente por Razowski en 1963.

## Distribución
La especie se distribuye por España.